# Eccellenza 2010-2011 (rugby a 15)
L'Eccellenza Super 10 2010-11 fu l'81º campionato nazionale italiano di rugby a 15 di prima divisione.
Si tenne dal 12 settembre 2010 al 28 maggio 2011 tra 10 squadre benché originariamente previsto dalla Federazione Italiana Rugby a 12 squadre (tramite ampliamento grazie a tre promozioni dalla serie A e una retrocessione).
A seguito dei sottoelencati eventi la FIR lasciò altresì intatta la struttura a dieci:
- come già preannunciato, uscita dal campionato di Benetton e Viadana in quanto ammesse a partecipare alla Celtic League (Treviso in proprio, Viadana in quanto parte del gruppo Aironi);
- salita di tre squadre dalla serie A: la S.S. Lazio (campione d'Italia di serie A), il Noceto e Mogliano;
- fusione delle prime squadre del citato Noceto e del Parma nella neo-formazione dei Crociati, con acquisizione di titolo sportivo e partecipazione alle coppe europee del Parma;
- fusione delle prime squadre di GRAN Parma e di Colorno nel GranDucato, con sede legale e campo di gioco a Parma e titolo sportivo del vecchio Gran Parma;
- ripescaggio del Veneziamestre, retrocesso nel Super 10 2009-10 in serie A, per riportare il numero totale di squadre a 10.

La stagione regolare, tenutasi da settembre 2010 a maggio 2011, vide classificarsi ai play-off nell'ordine Rovigo, I Cavalieri, Petrarca e i Crociati; nelle semifinali Rovigo e Petrarca ebbero la meglio rispettivamente sui Crociati e I Cavalieri; nella finale disputatasi in casa del Rovigo, miglior classificata del torneo, il Petrarca vinse 18-14 conquistando il suo dodicesimo titolo a distanza di 24 anni da quello precedente.
Le prime quattro classificate della stagione regolare accedettero alla Challenge Cup 2011-12, mentre il Veneziamestre retrocedette in serie A1.

## Squadre partecipanti
| Club          | Sponsor                        | Città                 | Impianto interno                     |
| ------------- | ------------------------------ | --------------------- | ------------------------------------ |
| L’Aquila      | Ferla (idraulica)              | L'Aquila              | Stadio Tommaso Fattori               |
| I Cavalieri   | Estra (servizi)                | Prato                 | Stadio Enrico Chersoni               |
| Crociati      | Banca Monte Parma              | Parma Noceto          | Stadio XXV Aprile Stadio Nando Capra |
| GranDucato    | HBS (oleoidraulica)            | Parma Colorno Viadana | Stadio XXV Aprile Stadio Gino Maini  |
| S.S. Lazio    | Mantovani (costruzioni)        | Roma                  | CS Giulio Onesti                     |
| Mogliano      | Marchiol (materiale elettrico) | Mogliano Veneto       | Stadio Maurizio Quaggia              |
| Petrarca      | Carrera (abbigliamento)        | Padova                | Stadio Plebiscito CS Memo Geremia    |
| Rugby Roma    | Futura Park (parcheggi)        | Roma                  | Stadio Tre Fontane                   |
| Rovigo        | Femi-CZ (portacavi)            | Rovigo                | Stadio Mario Battaglini              |
| Veneziamestre | Casinò di Venezia              | Venezia               | Campo comunale di Favaro Veneto      |

## Stagione regolare

### Risultati
| 12-9-2010  | 1ª/10ª giornata             | 30-1-2011 |
| ---------- | --------------------------- | --------- |
| 23-33      | L’Aquila — GranDucato       | 13-53     |
| 10-20      | Veneziamestre — I Cavalieri | 12-40     |
| 27-6       | Rovigo — Mogliano           | 16-10     |
| 13-25      | Lazio — Petrarca            | 18-24     |
| 13-13      | Crociati — Rugby Roma       | 19-20     |
|            |                             |           |
| 3-10-2010  | 4ª/13ª giornata             | 27-3-2011 |
| 28-30      | Veneziamestre — L’Aquila    | 15-28     |
| 28-20      | GranDucato — Lazio          | 22-32     |
| 47-10      | I Cavalieri — Mogliano      | 42-24     |
| 22-15      | Rugby Roma — Rovigo         | 8-24      |
| 21-8       | Petrarca — Crociati         | 33-23     |
|            |                             |           |
| 21-11-2010 | 7ª/16ª giornata             | 17-4-2011 |
| 16-10      | Lazio — L’Aquila            | 24-31     |
| 30-7       | Rovigo — Veneziamestre      | 54-13     |
| 9-13       | GranDucato — Crociati       | 14-16     |
| 23-17      | I Cavalieri — Rugby Roma    | 34-25     |
| 6-11       | Mogliano — Petrarca         | 13-14     |

| 19-9-2010  | 2ª/11ª giornata            | 13-3-2011 |
| ---------- | -------------------------- | --------- |
| 19-6       | Rugby Roma — L’Aquila      | 6-10      |
| 37-10      | Petrarca — Veneziamestre   | 31-18     |
| 18-13      | GranDucato — Rovigo        | 9-22      |
| 22-9       | I Cavalieri — Lazio        | 21-16     |
| 6-10       | Mogliano — Crociati        | 13-16     |
|            |                            |           |
| 24-10-2010 | 5ª/14ª giornata            | 3-4-2011  |
| 41-16      | Crociati — L’Aquila        | 27-13     |
| 28-22      | Lazio — Veneziamestre      | 24-12     |
| 35-22      | I Cavalieri — GranDucato   | 20-14     |
| 31-3       | Rovigo — Petrarca          | 34-22     |
| 6-10       | Rugby Roma — Mogliano      | 3-16      |
|            |                            |           |
| 5-12-2010  | 8ª/17ª giornata            | 23-4-2011 |
| 21-26      | L’Aquila — Mogliano        | 16-30     |
| 10-21      | Veneziamestre — Rugby Roma | 12-31     |
| 14-6       | Petrarca — GranDucato      | 17-10     |
| 25-18      | Crociati — I Cavalieri     | 19-32     |
| 10-23      | Lazio — Rovigo             | 22-35     |

| 26-9-2010  | 3ª/12ª giornata            | 20-3-2011 |
| ---------- | -------------------------- | --------- |
| 16-32      | L’Aquila — Petrarca        | 6-38      |
| 14-8       | Crociati — Veneziamestre   | 41-20     |
| 13-13      | Mogliano — GranDucato      | 9-21      |
| 20-10      | Rovigo — I Cavalieri       | 13-6      |
| 13-6       | Lazio — Rugby Roma         | 3-25      |
|            |                            |           |
| 31-10-2010 | 6ª/15ª giornata            | 10-4-2011 |
| 23-34      | L’Aquila — Rovigo          | 0-36      |
| 8-13       | Veneziamestre — Mogliano   | 8-39      |
| 9-10       | Rugby Roma — GranDucato    | 10-15     |
| 13-25      | Petrarca — I Cavalieri     | 25-18     |
| 28-12      | Crociati — Lazio           | 21-21     |
|            |                            |           |
| 9-1-2011   | 9ª/18ª giornata            | 1-5-2011  |
| 32-17      | I Cavalieri — L’Aquila     | 22-20     |
| 22-5       | GranDucato — Veneziamestre | 21-7      |
| 39-15      | Rovigo — Crociati          | 38-3      |
| 11-12      | Mogliano — Lazio           | 12-12     |
| 21-9       | Rugby Roma — Petrarca      | 10-10     |

### Classifica
| Pos | Squadra       | G  | V  | N | P  | PF  | PS  | DP   | BMP | Pt |
| --- | ------------- | -- | -- | - | -- | --- | --- | ---- | --- | -- |
| 1   | Rovigo        | 18 | 16 | 0 | 2  | 504 | 207 | +297 | 9   | 73 |
| 2   | I Cavalieri   | 18 | 14 | 0 | 4  | 467 | 311 | +156 | 11  | 67 |
| 3   | Petrarca      | 18 | 13 | 1 | 4  | 379 | 286 | +93  | 5   | 59 |
| 4   | Crociati      | 18 | 10 | 2 | 6  | 352 | 346 | +6   | 4   | 48 |
| 5   | GranDucato    | 18 | 9  | 1 | 8  | 340 | 291 | +49  | 7   | 45 |
| 6   | Rugby Roma    | 18 | 7  | 2 | 9  | 272 | 252 | +20  | 8   | 40 |
| 7   | Mogliano      | 18 | 6  | 2 | 10 | 267 | 303 | −36  | 9   | 37 |
| 8   | S.S. Lazio    | 18 | 6  | 2 | 10 | 305 | 378 | −73  | 4   | 32 |
| 9   | L’Aquila      | 18 | 4  | 0 | 14 | 299 | 512 | −213 | 5   | 21 |
| 10  | Veneziamestre | 18 | 0  | 0 | 18 | 225 | 524 | −299 | 0   | 0  |

## Play-off
|  | Semifinali | Semifinali  | Semifinali | Semifinali | Semifinali |  |  | Finale   | Finale   | Finale |  |
|  |            |             |            |            |            |  |  |          |          |        |  |
|  | 4          | Crociati    | 13         | 9          | 22         |  |  |          |          |        |  |
|  | 1          | Rovigo      | 20         | 24         | 44         |  |  | Rovigo   | Rovigo   | 14     |  |
|  | 3          | Petrarca    | 31         | 6          | 37         |  |  | Petrarca | Petrarca | 18     |  |
|  | 2          | I Cavalieri | 18         | 5          | 23         |  |  |          |          |        |  |

### Semifinali
| Arbitro: | Claudio Passacantando (L'Aquila) |

|                  |      |                            |
| Lovotti 44’      | mt   | 62’ Mahoney 70’ v. Niekerk |
| Anversa 44’      | tr   | 62’, 70’ Bustos            |
| Anversa 13’, 38’ | c.p. | 33’, 47’ Bustos            |

| Arbitro: | Giulio De Santis (Roma) |

|                                                        |      |                  |
| Costa Repetto 44’ Barbini 66’ Bortolussi 69’ Walsh 73’ | mt   | 26’, 58’ Vezzosi |
| Mercier 73’                                            | tr   | 58’ Wakarua      |
| Mercier 4’, 9’                                         | c.p. | 11’, 32’ Wakarua |
| Walsh 50’                                              | drop |                  |

| Arbitro: | Stefano Mancini (Roma) |

|                              |      |                         |
| Montauriol 67’ Ravalle 80+2’ | mt   |                         |
| Bustos 67’                   | tr   |                         |
| Bustos 7’, 21’, 44’, 53’     | c.p. | 15’, 40+2’, 55’ Anversa |

| Arbitro: | Carlo Damasco (Napoli) |

|             |      |                  |
| Ngawini 66’ | mt   |                  |
|             | c.p. | 78’, 79’ Mercier |

### Finale
| Arbitro: | Stefano Pennè (Milano) |

| |              | |
| Mahoney 6’ Bacchetti 25’ | mt           | 32’, 45’ Costa Repetto |
| Bustos 6’, 25’ | tr           | 32’ Mercier |
| | c.p.         | 12’, 37’ Mercier |
| · Basson · Zorzi · Pace · 59’ v. Niekerk · Bacchetti · Bustos · 63’ Zanirato · 59’ Guzmán · 80’ E. Lubian · Persico · Montauriol · Reato (c) · 80’ Ravalle · Mahoney · 46’ Boccalon | Formazioni   | · Mercier · Bortolussi · Neethling · Bertetti (c) · Borgato 64’ · Walsh 50’ · Travagli · Galatro · Palmer · Barbini 61’ · Tveraga · Cavalieri 71’ · Chistolini · Costa Repetto · Fazzari |
| · 46’ Milani · 80’ Golfetti · 80’ Anouer · 59’ Tumiati · 63’ Calanchini · 59’ Pedrazzi                                                                                              | Sostituzioni | · Sutto 71’ · Targa 61’ · Spragg 50’ · Alessandro Chillon 64’ |
| Polla Roux | Allenatori   | Pasquale Presutti |

## Verdetti
- Petrarca: campione d'Italia;
- Rovigo, I Cavalieri, Petrarca e Crociati: qualificate all'European Challenge Cup;
- Veneziamestre: retrocessa in serie A1.